# Melipona flavolineata
[carece de fontes?]

A uruçu-amarelo (Melipona flavolineata Friese, 1900) é uma espécie de abelha da tribo Meliponini, de cor amarela, que é frequentemente criada no Norte do Brasil para a produção de mel e pólen.

## Distribuição geográfica
A Melipona flavolineata é encontrada nos estados do Pará e do Ceará (na Serra de Baturite, Serra Grande, e na Chapada do Araripe).